# Synagoge (Mosbach)

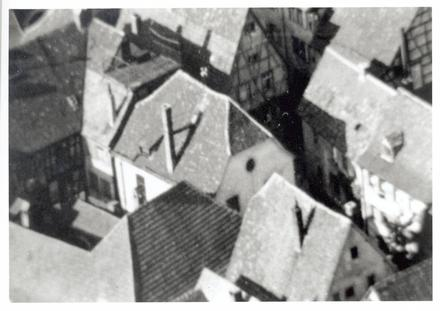
Synagoge in Mosbach (Haus mit Rundfenster im Giebel) vor 1938 (Foto: Landesarchiv Baden-Württemberg)

Die Synagoge in Mosbach, der Kreisstadt des Neckar-Odenwald-Kreises im nördlichen Baden-Württemberg, wurde Ende des 18. oder Anfang des 19. Jahrhunderts errichtet. Die Synagoge stand in der Frohndbrunnengasse, hinter dem Durchgang zwischen der Hauptstraße 42 und 44.

## Geschichte
Beim Novemberpogrom 1938 zerstörten Angehörige des Mosbacher SS-Zuges die Synagoge. Sie drangen in die Synagoge ein und demolierten die Einrichtung. Danach wurden das Mobiliar, die Kultgegenstände und die Torarollen auf dem Marktplatz verbrannt. 
Die Synagoge wurde angezündet und die Bauruine wurde einige Tage später abgebrochen. In den 1950er Jahren wurden auf dem Synagogengrundstück Garagen gebaut. 
Nach Abbruch der Garagen wurde 1985/86 der Platz mit einem Gedenkstein gestaltet. Zum 75. Jahrestag des Novemberpogroms 1938 wurden die Namen von 68 jüdischen Holocaust-Opfern aus Mosbach in den Gedenkstein eingraviert.   